# Лелонг, Люсьен

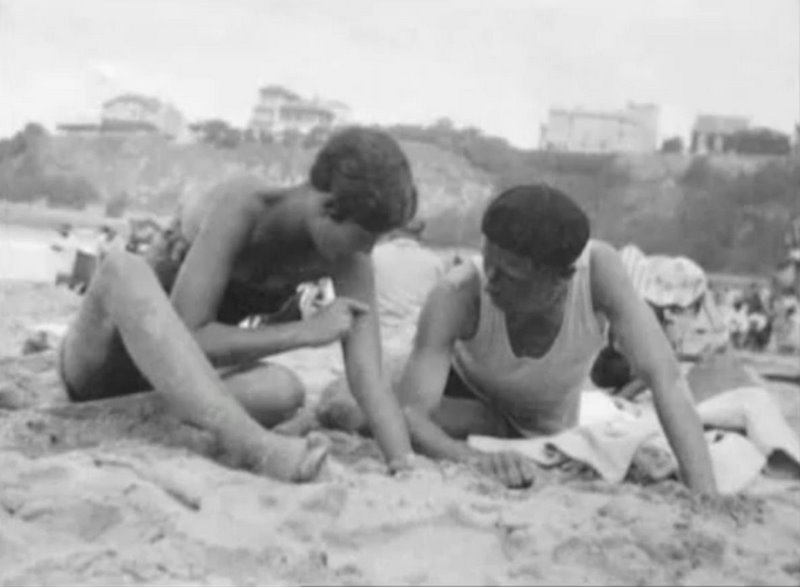
Люсьен Лелонг на пляже Биаррица с княжной Натальей Палей, конец 1920-х годов

Люсьен Лелонг (фр. Lucien Lelong; 11 октября 1889, IX округ Парижа — 11 мая 1958, Англет) — французский кутюрье и промышленник.

## Биография
Родился в семье продавца тканей Артура Лелонга.
Учился в Высшей коммерческой школе. 4 августа 1914 года должна была состояться его первая выставка, но 2 августа он был мобилизован в армию и участвовал в боях Первой мировой войны на Западном фронте.
В январе 1915 года получил звание младшего лейтенанта. 24 мая 1917 года был серьёзно ранен взрывом снаряда и провел девять месяцев в госпитале. Награжден Военным крестом.
В 1918 году возобновил работу Дома мод, принадлежащего его семье. В 1920 году у него родилась дочь Николь, на матери которой он женился немногим ранее. В 1921 году переименовал Дом в «Люсьен Лелонг».
Коллекции одежды 1921, 1922 и 1923 годов имели большой успех и получили хвалебные отзывы прессы и клиентов. Среди молодых художников, работавших над его коллекциями, были Роберт Пиге, Кристиан Диор, Пьер Бальмен. Лелонг первым из парижских кутюрье создал линию «прет-а-порте».
В 1925 году на Всемирной выставке в Париже был удостоен высшей награды — Гран При.
В 1924 году основал Societe des Parfums Lucien Lelong и начал производство духов, в котором очень преуспел. Между 1925 и 1950 годами в Societe des Parfums создано около 40 ароматов.
Свои первые ароматы называл аскетически кратко, по первым буквам алфавита — А (1927), В (1927), С (1928).
Флаконы для первых четырёх ароматов разработал сам. На флаконы была нанесена его монограмма, которая защищала духи от подделок.
Один из ароматов — N (1928) — посвятил Натали Палей, дочери великого князя Павла Александровича, на которой женился в 1927 году. Натали была также моделью его коллекций одежды. Их союз длился около десяти лет.
В 1930 году привлёк к работе над обликом флаконов для духов Рене Лалика (фр. Rene Jules Lalique). Художник выполнил для Лелонга дизайн флаконов для ароматов J, L, Melodie.
Наиболее удачным ароматом Societe des Parfums Lucien Lelong стали женские духи Indiscret (1936). Фруктово-цветочный аромат создал парфюмер Жан Карле (фр. Jean Carles) из города Грас, а восьмигранный флакон — Рене Лалик. Духи стали очень популярны не только во Франции, но и за ее пределами. Аромат Indiscret от Lucien Lelong выпускался во флаконах шести разных размеров и стоил от $5 до $60, что стало удачным решением для коммерческого успеха торговой марки.
В 1937 году кутюрье возглавил руководство журнала «Elle». В этом же году появляются женские духи Elle. Elle… от Лелонга.
С 1937 по 1947 годы был президентом Парижского синдиката высокой моды.
В годы Второй мировой войны остался в оккупированной немецким вермахтом Франции и приложил большие усилия для сохранения национальной отрасли модной одежды и парфюма.
В 1942 году в оккупированом Париже появляется аромат Tempest от Lucien Lelong. Духи разлиты в хрустальный граненый флакон в форме призмы, который упакован в белую коробку с золотой надписью.
По окончании войны в 1945 году кутюрье был обвинён в сотрудничестве с немецкими нацистами, но суд его оправдал.
Около 1947 года выпустил духи Orgueil («Гордость»), которые посвятил освобождению Франции от немецкой оккупации.
По причине ухудшившегося здоровья закрыл Дом моды в августе 1948 года. В 1954 году женился в третий раз.
Умер от сердечного приступа ночью 11 мая 1958 года.

## Ароматы
Приведены ароматы, о которых имеются сведения:
- А (1927) — парфюмер?/Р. Лалик (флакон)
- В (1927) — парфюмер?/Р. Лалик (флакон)
- С (1927) — парфюмер?/Р. Лалик (флакон)
- Tout Lelong (1927) — Ж. Карле/автор флакона?
- J (1928) — парфюмер?/Р. Лалик (флакон)
- L (год создания?) — парфюмер?/Р. Лалик (флакон)
- N (1928)
- Melodie (1932) — парфюмер?/Р. Лалик (флакон)
- Mon Image (1933)
- Sirôcco (1934)
- Indiscret (1936) — Ж. Карле/Р. Лалик (флакон)
- Elle. Elle… (1937) — Ж. Карле/автор флакона?
- Plume (1938)
- Jabot (1939)
- Balalaika (1939)
- Tailspin (1940) — Ж. Карле/автор флакона?
- Tempest (1942)
- Orgueil (1946 или 1947) — Ж. Карле/автор флакона?
- Orage (год создания?)
- Passionnement (год создания?)

## Награды
- Военный крест
- Орден Почетного легиона (1926)